# Dinotiscus dendroctoni
Dinotiscus dendroctoni är en stekelart som först beskrevs av William Harris Ashmead 1894.  Dinotiscus dendroctoni ingår i släktet Dinotiscus och familjen puppglanssteklar. Inga underarter finns listade i Catalogue of Life.

## Bildgalleri

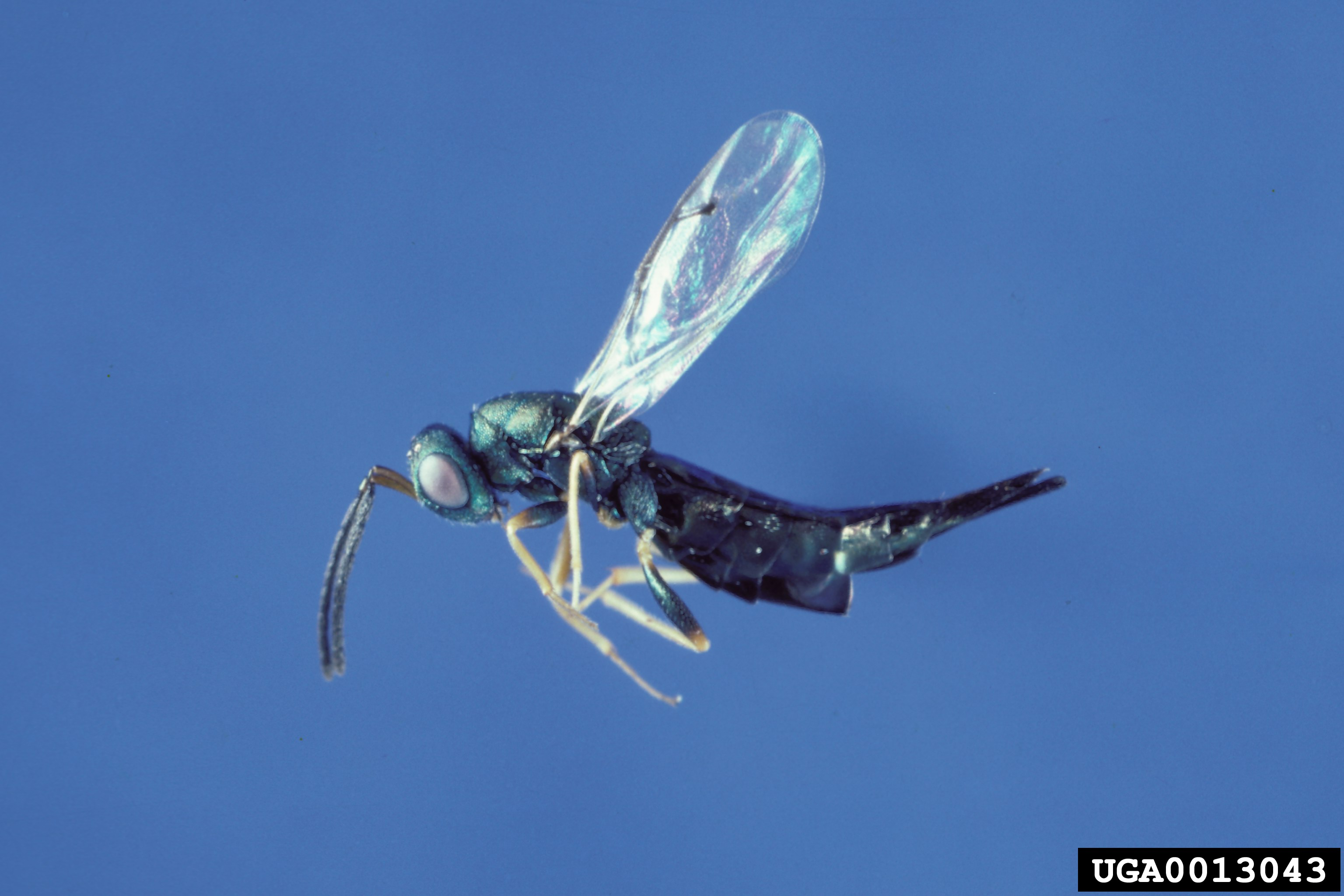